# Il primo amore (singolo)
Il primo amore è un singolo dei cantanti italiani Olly e Yanomi, pubblicato il 30 maggio 2019 dall'etichetta Room Studio.

## Descrizione
Il brano, scritto e composto dallo stesso Olly, è prodotto da Yanomi.

## Video musicale
Il video musicale, diretto da Guido Bregante, è stato pubblicato in concomitanza all'uscita del brano attraverso il canale YouTube di Olly.

## Tracce
Testi e musiche di Federico Olivieri.
1. Il primo amore – 3:21

## Formazione
Musicisti
- Federico Olivieri – voce

Produzione
- Yanomi – produzione
- Eames – masterizzazione